# Associació de Futbol d'Israel
L'Associació de Futbol d'Israel (hebreu: ההתאחדות לכדורגל בישראל) (transliterat: HaHitakhdut leKaduregel beYisrael), també coneguda com l'AFI, és la federació de futbol d'Israel. S'encarrega d'organitzar la Lliga, la Copa i la selecció nacional. Té la seva base a Ramat Gan, i va ser fundada com a Associació de Futbol de Palestina, sota el mandat britànic el 1928.

## Història
L'Associació de Futbol d'Israel va ser fundada en l'agost de 1928 i fou acceptada per la FIFA el 6 de juny de 1929 com l'Associació de Futbol de Palestina. La primera competició de lliga de Palestina va tenir lloc el 1932.
El 1956 l'Associació de Futbol d'Israel va ser admesa a l'AFC, però el 1974 en va ser expulsada per les pressions polítiques dels països musulmans i àrabs, que van rebutjar jugar contra Israel.
Durant 20 anys, l'AFI no va estar afiliada a cap confederació, i només jugaven els campionats de la FIFA i, provisionalment, tant als de l'OFC com als de la UEFA, fins que aquesta confederació la va admetre el 1994 com un membre més.
D'aleshores ençà, els clubs israelians han participat en les competicions de la UEFA i la selecció nacional disputa la classificació a l'Eurocopa i al Mundial com a part d'Europa.

## Equips
Els equips que formen part de l'AFI són els següents:
| - Beitar Jerusalem - Beitar Nes Tubruk - Beitar Tel Aviv Ramla - Bnei Sakhnin - Bnei Yehuda Tel Aviv - Football Club Ashdod - Hapoel Afula - Hapoel Beer Sheva - Hapoel Jerusalem FC - Hapoel Kiryat Shmona - Hapoel Petah Tikva | - Hapoel Rishon Lezion - Hapoel Akko - Hapoel Bney Lod Rakevet - Hapoel Katamon Jerusalem - Hapoel Natzrat Illit - Hapoel Raanana - Hapoel Tel Aviv - Hapoel Ashkelon - Hapoel Haifa - Hapoel Kfar Saba - Hapoel Nir Ramat Hasharon | - Hapoel Ramat Gan - Ironi Nesher - Maccabi Shaaraim - Maccabi Herzliya - Maccabi Tel Aviv - Maccabi Ahi Nazareth - Maccabi Petah Tikva - Maccabi Haifa - Maccabi Netanya |